# Stazione di Maerne di Martellago
Stazione di Maerne di Martellago vasútállomás Olaszországban, Veneto régióban, Martellago településen.

## Vasútvonalak
Az állomást az alábbi vasútvonalak érintik:
- Trento–Velence-vasútvonal

## Kapcsolódó állomások
A vasútállomáshoz az alábbi állomások vannak a legközelebb: 
- Stazione di Spinea (Stazione di Venezia Santa Lucia)
- Stazione di Salzano-Robegano (Stazione di Trento)